# Sef Vergoossen
Jozef Gerardus Dominicus (Sef) Vergoossen (Pey-Echt, 5 augustus 1947) is een voormalige Nederlandse voetbaltrainer. Hij is sinds 2016 adviseur van Roda JC. In 2014 werd hij Ridder in de Orde van Oranje-Nassau.

## Loopbaan
Vergoossen begon zijn loopbaan als trainer in 1978 toen hij als assistent werd toegevoegd aan de trainersstaf van VVV-Venlo.
 Toen in 1981 bekend werd dat hoofdtrainer Jan Morsing zou vertrekken, werd Vergoossen doorgeschoven tot hoofdtrainer, een positie die hij gedurende vijf seizoenen zou bekleden. Nadat VVV onder leiding van Vergoossen een drietal seizoenen in de middenmoot van de Eerste Divisie actief was, wist het in 1985 te promoveren naar de Eredivisie dankzij een tweede plaats in de eindstand. In het seizoen erop leidde Vergoossen VVV naar een knappe dertiende plek in de Eredivisie. Na afloop van het seizoen besloot Vergoossen om vanaf dan voort te doen als Hoofd-Opleidingen bij VVV-Venlo. Vergoossen werd succesvol opgevolgd door Jan Reker, die de Limburgers naar twee vijfde plaatsen in de Eredivisie leidde. In 1988/89 kende VVV echter grote degradatiezorgen en zette het Reker halverwege het seizoen aan de deur, waarna Vergoossen terug hoofdtrainer werd van VVV. Hij kon echter de club niet behoeden voor degradatie en vertrok na afloop van het seizoen uit De Koel.
In de zomer van 1989 werd bekend dat Vergoossen hoofdcoach zou worden van een andere Limburgse club, namelijk MVV. Vijf seizoenen lang wist Vergoossen MVV relatief eenvoudig te behouden voor Eredivisie, maar in 1994-95 ging het mis. MVV zou via de eindronde degraderen naar de Eerste Divisie. Vergoossen stopte hierop als hoofdtrainer van MVV en werd tussen 1995 en 1998 Technisch Directeur van datzelfde MVV.
In 1998 signeerde Vergoossen een contract voor de functie van hoofdcoach bij Roda JC Kerkrade, wederom een Limburgse club. Dit huwelijk bleek uiteindelijk een groot succes. Met Vergoossen aan het roer werd Roda vijfde in de Eredivisie en plaatste zich zo voor de UEFA Cup. In het seizoen erop wist Vergoossen dit kunstje te herhalen, ditmaal via het winnen van de KNVB Beker. Roda versloeg op weg naar De Kuip achtereenvolgend Ajax, FC Utrecht en Vitesse. In de finale versloeg het N.E.C. met 2-0. In de zomer van 2000 mocht Roda dankzij het winnen van de beker het in de match om de Johan Cruijff Schaal opnemen tegen landskampioen PSV Eindhoven, dat de Kerkradenaren met 2-0 versloeg. Desondanks bleek het seizoen 2000-01 wederom een succesnummer voor Roda JC, want de club eindigde als vierde en dwong zo voor de derde keer op rij UEFA-Cup-voetbal af.
Na de succesvolle periode bij Roda stapte Vergoossen in 2001 over naar de Belgische subtopper KRC Genk. Tegen de verwachting in werd in Eerste Klasse al gauw duidelijk dat Genk dat seizoen mee zou spelen om de titel. Na een spannend competitieslot bleef Genk Club Brugge uiteindelijk twee punten voor en pakte zo de tweede titel in haar bestaan. In de gehele competitie verloor Genk slechts twee matchen en pakte het als kers op de taart ook nog eens de Trofee Jules Pappaert. Vergoossen werd dankzij de prestaties met Genk uitgeroepen tot Trainer van het Jaar 2001-02 in België.
Voorafgaand aan het tweede seizoen van Vergoossen bij Genk verloor de kampioen de match om de Belgische Supercup met 0-2 van bekerwinnaar Club Brugge. Wél plaatste Genk zich voor het eerst in de historie voor de groepsfase van de UEFA Champions League door op uitdoelpunten te winnen van het Tsjechische Sparta Praag. Het tweede seizoen van Vergoossen bij Genk begon voortvarend, maar de Limburgers verloren na de competitiestart veel punten en eindigden als zesde, een positie die geen recht gaf op Europees voetbal. Genk en Vergoossen gingen wel nog een seizoen langer met elkaar door, maar ook het Eerste Klasse-seizoen 2003-04 werd geen succes. Vergoossen besloot op 6 april op te stappen bij Racing Genk, dat teleurstellende zevende stond in Eerste Klasse.
Nadat Vergoossen opstapte bij Genk, zat hij niet lang verlegen om een club, want Vergoossen werd per 1 augustus 2004 hoofdtrainer van Al-Jazira, een club uit de VAE. Met deze club eindigde Vergoossen als derde in de competitie. Al-Jazira bood Vergoossen contractverlenging aan, maar Vergoossen weigerde. In 2006 werd bekend dat Vergoossen trainer zou worden van de Japanse club Nagoya Grampus Eight. Na twee maanden werd Vergoossen ontslagen, omdat de ploeg zich niet vast in de top-tien kon nestelen.
Nadat Vergoossen een half jaar zonder werk zat, benaderde PSV Eindhoven de trainer om het seizoen 2007-08 af te maken als interim-coach bij de Eindhovenaren. Vergoossen zou PSV dat seizoen naar de titel leiden. Na het behalen van de landstitel sloot Vergoossen zijn 30-jarige trainerscarrière af.
In het seizoen 2008/09 treedt Vergoossen, op projectbasis, bij Racing Genk op als adviseur. Hij heeft bij KRC Genk een analyserende, adviserende en zo nodig ondersteunende rol, binnen alle geledingen van de club. Vanaf januari 2011 vervult hij een soortgelijke rol bij VVV-Venlo. Daarmee keert hij terug bij de club waar hij ruim 32 jaar eerder zijn loopbaan als trainer begon.
Eind 2016 werd hij aangenomen als adviseur bij Roda JC.

## Erelijst
Met  VVV-Venlo
- Promotie naar Eredivisie

1984-85
Met  Roda JC
- KNVB Beker

1999-00
Met  KRC Genk
- Kampioen Jupiler League

2001-02
- Trofee Jules Pappaert

2001-02
- Belgisch Trainer van het Jaar

2001-02
Met  PSV Eindhoven
- Kampioen Eredivisie

2007-08